# Pimus leucus
Pimus leucus är en spindelart som beskrevs av Chamberlin 1947. Pimus leucus ingår i släktet Pimus och familjen mörkerspindlar. Inga underarter finns listade i Catalogue of Life.